# Steve Peat
Steve Peat (Chapeltown, 17 de junio de 1974) es un deportista británico que compitió en ciclismo de montaña en las disciplinas de descenso y eslalon dual.
Ganó cinco medallas en el Campeonato Mundial de Ciclismo de Montaña entre los años 2000 y 2009, y cuatro medallas en el Campeonato Europeo de Ciclismo de Montaña entre los años 2000 y 2005.

## Palmarés internacional
| Campeonato Mundial | Campeonato Mundial     | Campeonato Mundial | Campeonato Mundial |
| Año                | Lugar                  | Medalla            | Competición        |
| ------------------ | ---------------------- | ------------------ | ------------------ |
| 2000               | Sierra Nevada (España) | Medalla de plata   | Descenso           |
| 2001               | Vail (Estados Unidos)  | Medalla de plata   | Descenso           |
| 2002               | Kaprun (Austria)       | Medalla de plata   | Descenso           |
| 2008               | Val di Sole (Italia)   | Medalla de plata   | Descenso           |
| 2009               | Camberra (Australia)   | Medalla de oro     | Descenso           |
| Campeonato Europeo |                        |                    |                    |
| Año                | Lugar                  | Medalla            | Competición        |
| 2000               | Vars (Francia)         | Medalla de oro     | Descenso           |
| 2000               | Vars (Francia)         | Medalla de plata   | Dual               |
| 2004               | Wałbrzych (Polonia)    | Medalla de oro     | Descenso           |
| 2005               | Commezzadura (Italia)  | Medalla de bronce  | Descenso           |